# Kerry Jelbart
Kerry P. Jelbart (ur. 10 marca 1944) – australijski wioślarz, olimpijczyk.
Reprezentował Australię na Letnich Igrzyskach Olimpijskich 1972, które odbyły się w Monachium, zajmując 8. miejsce.